# Бюльбюль-бородань білолобий
Бюльбю́ль-бородань білолобий (Alophoixus flaveolus) — вид горобцеподібних птахів родини бюльбюлевих (Pycnonotidae). Мешкає в Гімалаях та в Південно-Східній Азії.

## Підвиди
Виділяють два підвиди:
- A. f. flaveolus (Gould, 1836) — східні Гімалаї, північна М'янма;
- A. f. burmanicus (Oates, 1889) — південно-східна М'янма, південний Китай, західний Таїланд.

## Поширення і екологія
Білолобі бюльбюлі-бородані поширені в Індії, Непалі, Бутані, М'янмі, Китаї, Бангладеш і Таїланді. Вони живуть у вологих тропічних лісах і чагарникових заростях.